# تشارلز أوستين تويد
تشارلز أوستين تويد هو محامي وقاضي وسياسي أمريكي، ولد في 24 ديسمبر 1813 في ريدينج في الولايات المتحدة، وتوفي في 22 يوليو 1887 في سان فرانسيسكو في الولايات المتحدة. نشط حزبياً في حزب اليمين. وقد انتخب عضو مجلس ولاية فلوريدا ‏ وانتخب عضو مجلس ولاية كاليفورنيا ‏.